# Parc zoologique
Ne doit pas être confondu avec Parc animalier.
Pour les articles homonymes, voir Zoo.

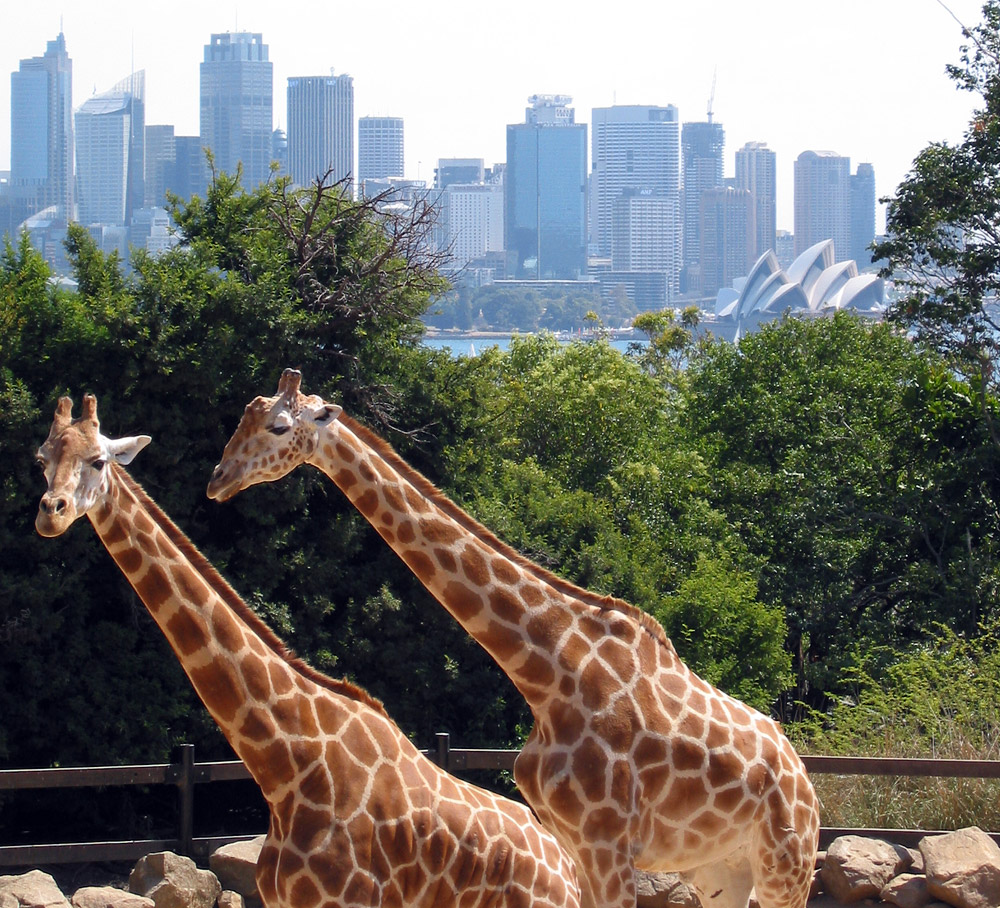
Les girafes au zoo de Taronga, à Sydney.

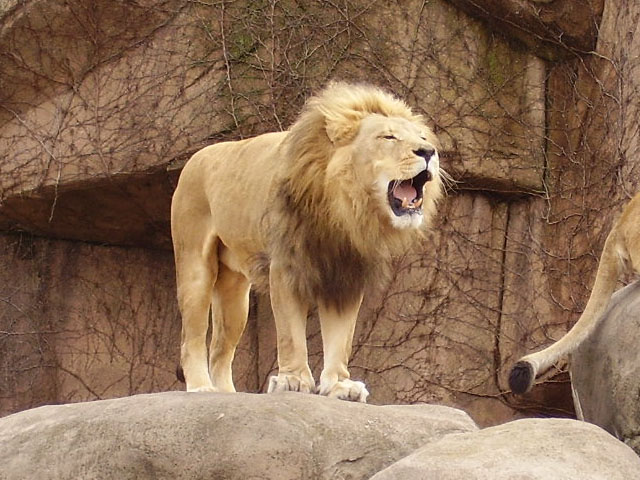
Lion au zoo de Lincoln Park, à Chicago.

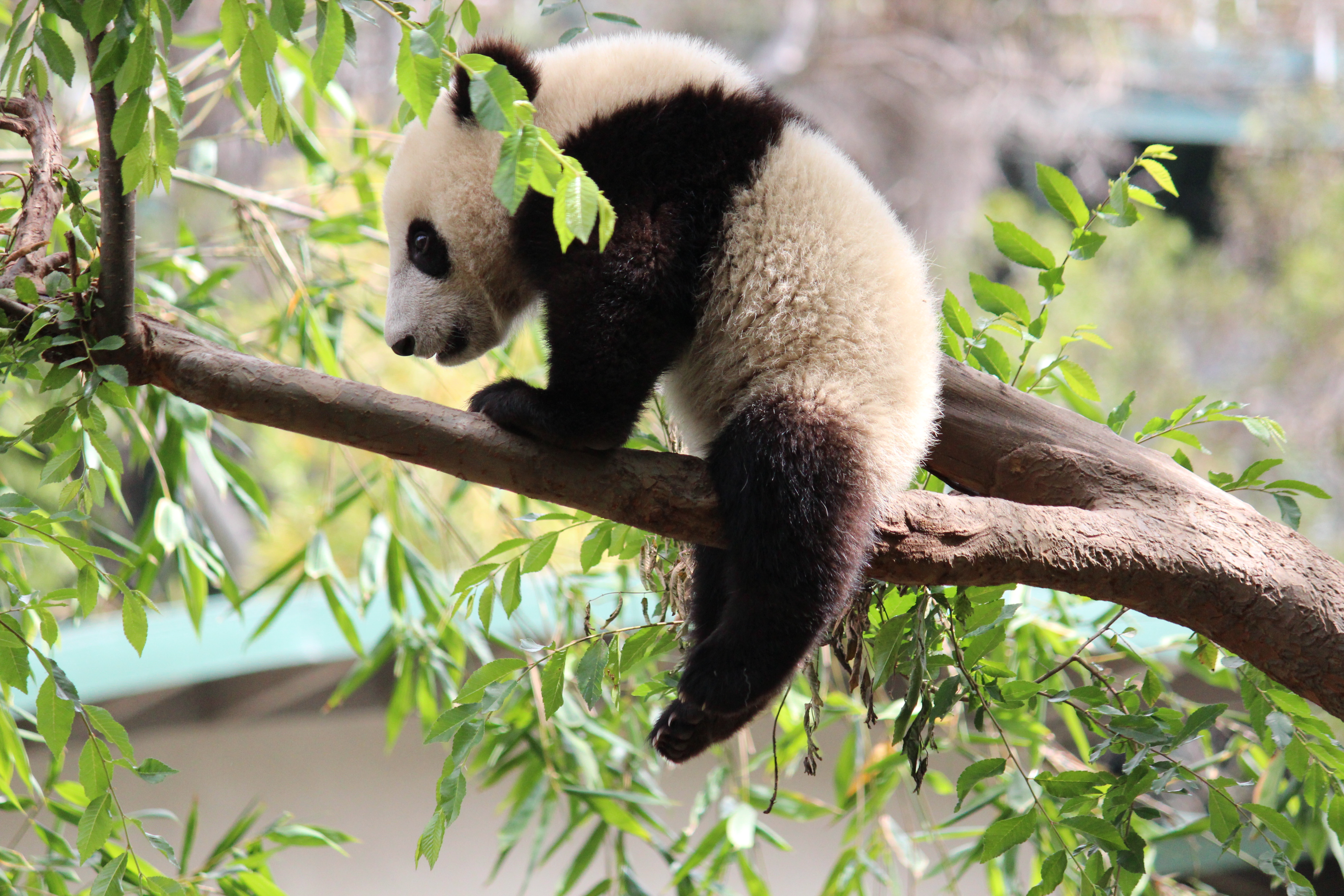
Panda au zoo de San Diego.

Un parc zoologique, aussi appelé jardin zoologique ou plus communément zoo, est un espace le plus souvent clos où sont réunies de nombreuses espèces animales, pour la plupart  non domestiques, vivant dans des espaces clos. Il peut toutefois détenir des animaux domestiques. Il a pour buts le divertissement, la conservation des espèces par l'élevage en milieu contrôlé, la pédagogie et la recherche scientifique. On recense à travers le monde plus de 1 200 jardins zoologiques et aquariums, qui attirent plus de 600 millions de personnes annuellement. Un parc zoologique n'est pas forcément ouvert au public. 
Le terme « jardin zoologique » a pour origine la discipline des sciences naturelles qui étudie les animaux : la zoologie, dont le nom dérive du grec ancien : ζῷον (grec moderne : zôon, « animal ») et λόγος (lógos, « science »). Le terme zoo (prononcé [zu] « zou » en anglais) fut utilisé pour la première fois en 1828 comme abréviation pour le zoo de Londres.
La plupart des parcs zoologiques sont membres d'une association continentale chargée de coordonner les missions de conservation, les principales sont : l'Association européenne des zoos et aquariums (EAZA), l'Association des zoos et aquariums (AZA) en Amérique du Nord, l'Association latino-américaine des parcs zoologiques et aquariums (es) (ALPZA), la South East Asian Zoos Association (en) en Asie du Sud-Est, la South Asian Zoo Association for Regional Cooperation (en), en Asie du Sud (Inde, Népal, Bangladesh...) et l'Association des zoos et aquariums (ZAA), en Océanie. Au niveau mondial ces entités et certains de leurs zoos sont membres de l'Association mondiale des zoos et aquariums (WAZA).

## Histoire

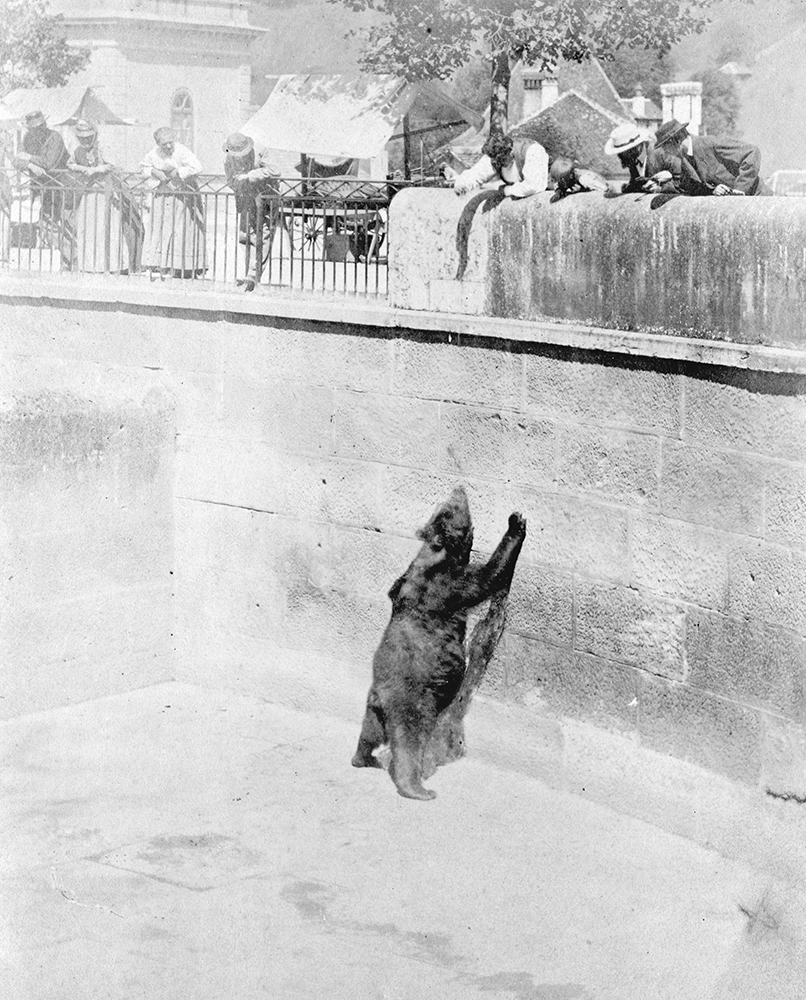
Fosse aux ours de Berne - ancien zoo du XIXe siècle.

Les collections d'animaux sauvages vivants ont évolué des ménageries aux parcs zoologiques en ayant pour objectifs pour le XXIe siècle de se transformer en centres de conservation de la nature.

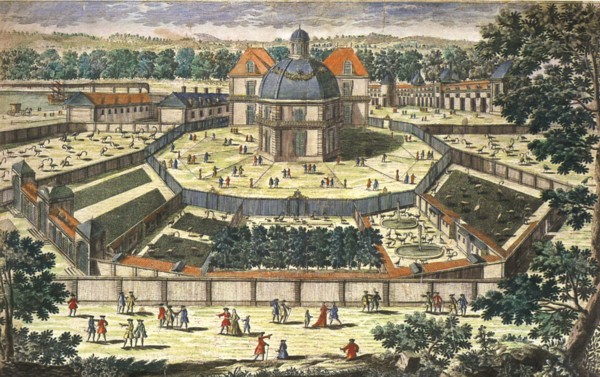
Arrière de la ménagerie royale de Versailles, fondée par Louis XIV.

Les ménageries, possédées par les monarques et les riches aristocrates, peuvent être considérées comme des institutions qui sont les prédécesseurs des jardins zoologiques modernes. À l'origine, les ménageries avaient pour seule fonction de maintenir en captivité des espèces exotiques pour le plaisir des visiteurs et la gloire de l'autorité.
À la fin du XVIIIe siècle, avec l'accroissement de l'intérêt scientifique pour les animaux, le souhait a grandi de vraiment observer et étudier les animaux vivants dans le but d'accroître les connaissances à leur sujet. Étant donné que les conditions de maintien en captivité dans les ménageries de cour étaient assez souvent inappropriées pour les animaux et ne leur permettaient pas de se comporter normalement, elles n'étaient pas non plus adaptées à l'observation scientifique et la recherche. Ainsi, d'autres institutions ont dû être construites.
Le passage de la ménagerie, majoritairement une collection privée, à une institution publique a marqué le début du concept moderne de zoo. Les collections établies au cours du XIXe siècle ont commencé à s'appeler elles-mêmes des jardins zoologiques. Dans certains cas, cela était tout simplement la mode lorsque les jardins zoologiques ont été considérés, à la différence des ménageries, comme des installations gérées par des professionnels, que ce soit le cas ou non. Dans d'autres cas, l'accent avait été mis sur l'éducation et la science plutôt que sur le divertissement.

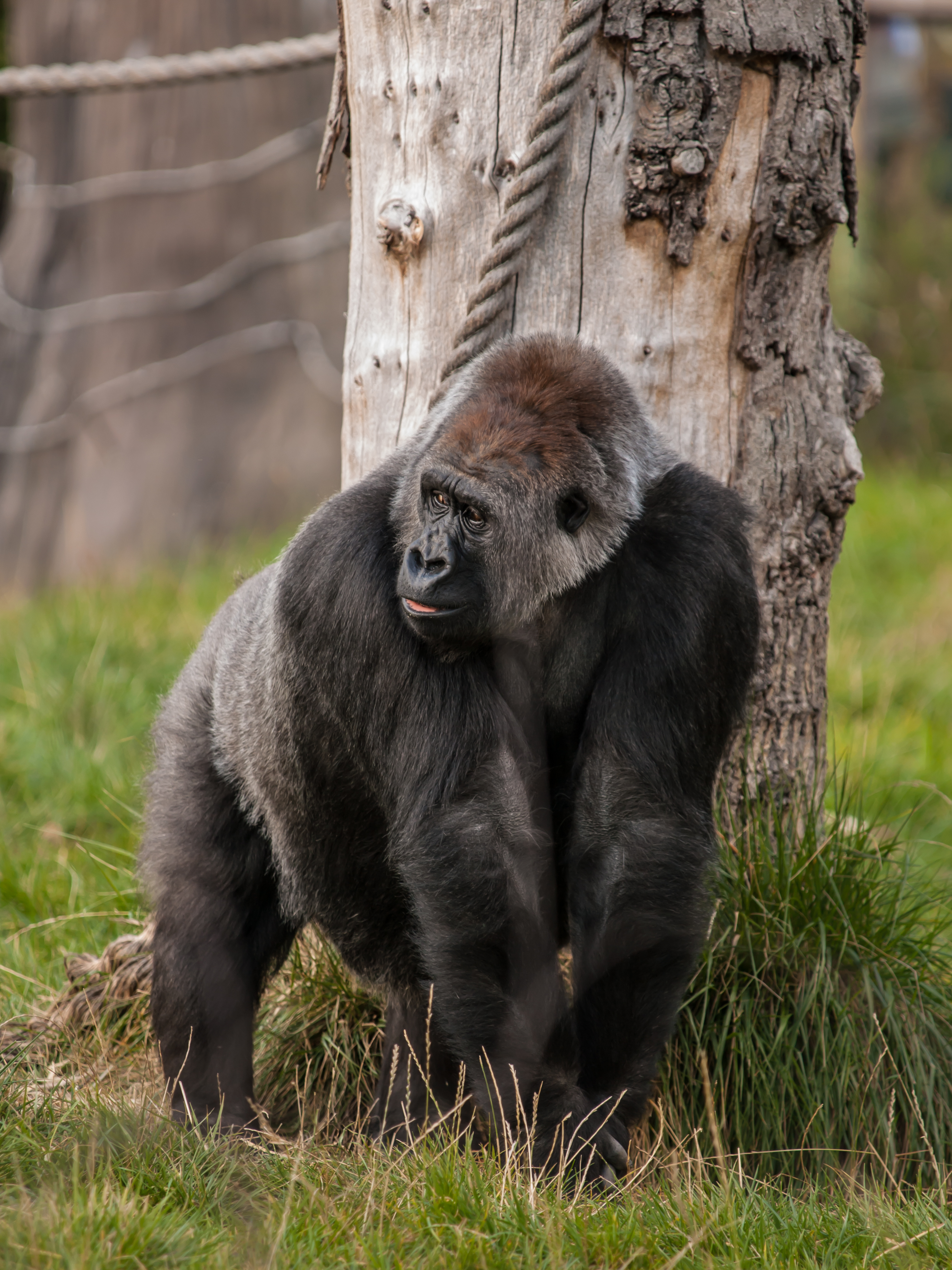
Gorille au zoo de Londres.

Tout au long des XIXe et XXe siècles, de nombreux nouveaux jardins zoologiques et leurs installations connexes ont été créés pour différents motifs et objectifs : participation aux progrès de la science, expériences d'acclimatation et de domestication, ouverture à la nature, vulgarisation scientifique mondaine, légère et agréable, soutien à la domination de la nature sauvage, établissement d'un commerce d'animaux. La plupart des zoos du XIXe siècle avaient des restaurants ou des cafés et offraient différents événements culturels aux visiteurs. Les jardins zoologiques de la fin du XIXe siècle et du début du XXe siècle, se composaient de collections de type taxinomique en apparence analogue à celles de timbres-poste, avec autant que possible d'espèces de créatures représentées par seulement un ou deux spécimens (le mâle et/ou la femelle), de sorte qu'ils constituaient essentiellement des musées de créatures vivantes. Les attitudes philosophiques et culturelles ainsi que les événements politiques, tels que l'impérialisme, ont eu une incidence sur l'apparence et les objectifs des jardins zoologiques. Selon les historiens Éric Baratay et Élisabeth Hardouin-Fugier, les zoos de cette période reflètent la détermination des nations impérialistes de classer et de dominer,.
Dans les années 1950, Bernhard Grzimek a utilisé le zoo et la société zoologique de Francfort pour populariser l'idée de conservation de la nature. Quand l'écologie émergea comme une matière d'intérêt pour le public dans les années 1970, quelques zoos commencèrent à considérer que participer à la conservation de la nature devenait leur rôle central, avec Gerald Durrell du zoo de Jersey, George Rabb du zoo de Brookfield et William Conway du zoo du Bronx (appartenant à la Wildlife Conservation Society), conduisant la discussion. Depuis lors, les professionnels de zoo sont devenus de plus en plus conscients de la nécessité de s'engager dans la conservation de la nature.
Dans un monde où la pression s'est accrue comme jamais sur la vie sauvage et ses habitats, de plus en plus de zoos se voient comme des arches modernes pour les espèces rares et en danger.
Conçu comme une arche (de Noé) moderne, le concept du nouveau zoo s'est développé à partir de l'élevage en captivité (« conservation ex situ ») et de la conservation dans la nature (« conservation in situ ») auxquels s'est ajouté le concept du zoo congelé particulièrement en Amérique.
Des projets de zoos congelés ont été lancés, où des gamètes et des embryons vivants sont stockés dans des conditions de cryoconservation, afin de les préserver sur une très longue durée.
Aujourd'hui, les jardins zoologiques ont ainsi pour principale mission la conservation des espèces et la sensibilisation du public aux différents problèmes que connaît le monde animal (danger d'extinction, diminution du milieu naturel, braconnage, etc.).
Si les zoos créés dans les années 1960-1970 renfermaient des animaux prélevés dans le milieu naturel, cette action de prélèvement direct est réglementée ou interdite, selon les espèces, depuis la signature en 1973 de la convention de Washington. Quelques-uns de ces animaux capturés sont encore vivants et maintenus en captivité au tout début du XXIe siècle. Ils sont à l'origine d'une descendance plus ou moins importante. Certains ont ainsi permis la création de lignées dites « pures » en milieu captif, dans l'espoir d'effectuer plus tard des réintroductions dans le milieu naturel. Les zoos peuvent ainsi être considérés comme des « réserves génétiques » pour ces espèces menacées d'extinction.
Les changements dans les zoos servent à la fois l'idéologie de la protection de l'environnement et la gestion au jour le jour des besoins des jardins zoologiques à maintenir leurs collections. Beaucoup de zoos contemporains dirigés par des professionnels montrent moins d'espèces, donnent plus d'espace aux animaux et présentent les animaux sociaux en groupes ; les installations d'« immersion dans le paysage » reproduisent les habitats des animaux.
Pour marquer cette évolution tournée vers la protection de la nature et vers l’élevage des animaux sauvages, pour la plupart menacés de disparition, certains zoos à travers le monde ont choisi de changer de dénomination pour devenir des « parcs de conservation de la vie sauvage » ou des « bioparcs ».
Le jardin zoologique du XIXe siècle a fini par devenir le bioparc, ou le parc de conservation, de la fin du XXe siècle. Le concept de parc de conservation est en voie d'être rapidement remplacé par un plus récent, le centre de l'environnement du XXIe siècle. En effet, il est annoncé que le rôle des jardins zoologiques devrait continuer à évoluer au cours du XXIe siècle. Au lieu d'être des musées vivants comme cela l'a été au XXe siècle, de plus en plus de zoos seront des centres de ressources de l'environnement dans lesquels les écosystèmes et la survie des espèces seront pris en charge. Il est également proposé que, comme agents possibles de conservation de la nature, les visiteurs de zoos devraient jouer un rôle actif dans ce processus.

## Objectifs
Les parcs zoologiques ont quatre fonctions fondamentales à remplir : récréation, éducation, recherche, conservation.

### Récréation

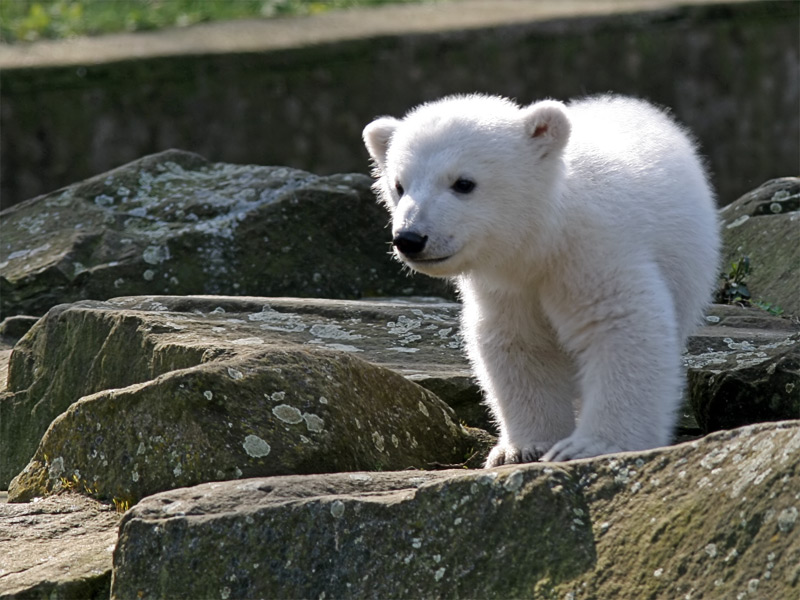
Knut le 27 mars 2007 au jardin zoologique de Berlin.

Cet objectif, qui consiste à satisfaire le plaisir des visiteurs, est primordial pour les êtres humains mais est secondaire et le moins essentiel pour le bénéfice direct des animaux. En effet, la mission de récréation d'un jardin zoologique consiste à proposer un lieu de détente et de divertissement à un large public.
Les jardins zoologiques présentent des animaux originaires des cinq continents. Généralement, c'est le but qu'ils poursuivent pour susciter l'intérêt du public.
Dans leur communication auprès du grand public, les zoos ont l'habitude de se focaliser sur leur carnet rose pour mettre en avant les naissances de bébés animaux.
Pour permettre une découverte récréative de leurs animaux, certains parcs ont aménagé, à côté de la traditionnelle visite à pied, des circuits à parcourir en voiture, bus, train ou monorail.
Pour satisfaire un large public, certains parcs zoologiques ont évolué à travers le monde en direction des parcs de loisirs par ajout d'un certain nombre d'attractions touristiques : terrains de golfs, manèges de fêtes foraines, kiosques à musique, trains miniatures, bateaux-promenade, téléphériques, ascensions en ballon, parcours dans les arbres, cinémas panoramiques, reconstitution grandeur nature de dinosaures, labyrinthes végétaux, aires de jeux, structures gonflables, restaurants et boutiques de souvenirs...
En France, certains sites, comme la Vallée des Singes à Romagne ou le Marineland d'Antibes, ont rejoint le SNELAC, syndicat français chargé de la promotion des activités de loisirs de ses membres.
D'autres parcs privés (le CERZA en 2006, Beauval en 2008, le Pal et La Flèche en 2013) ont construit des structures d'hébergement de type hôtelier pour augmenter le temps de séjour de leurs visiteurs au-delà de la journée. Les lieux insolites d'hébergement permettant de dormir auprès des animaux se multiplient en 2016 sous la dénomination de « zoofaris ».
Et certains associent, de plus en plus, la traditionnelle présentation d'animaux avec la mise en valeur d'un cadre historique (cas du château de Thoiry), paysager (tel le Bioparc de Doué-la-Fontaine, construit sur d'anciennes carrières de falun aménagées) ou botanique (par exemple l'ancien zoo de Saint-Jean-Cap-Ferrat où se développait une riche flore tropicale et subtropicale).

### Éducation
L'urbanisation, en éloignant les personnes du contact avec la nature sauvage, a diminué leur contact direct avec les animaux.
Les panneaux d'information sur la biodiversité et les pancartes signalétiques sur les espèces animales permettent aux jardins zoologiques de transmettre aux visiteurs un maximum de connaissances, en matière de sciences naturelles et de conservation de la nature, afin qu'ils prennent conscience de l'action destructrice des humains sur la nature.
Le zoo sensibilise ainsi les gens à approfondir leurs connaissances sur les animaux sauvages, sur le statut des espèces menacées, sur les menaces auxquelles celles-ci sont confrontées et les facteurs qui causent ces menaces, avec l'espoir de créer de l'intérêt pour arrêter et inverser les facteurs qui mettent en péril la survie de ces espèces.
En direction des générations futures, certains zoos élaborent, plus particulièrement, des programmes pédagogiques pour les écoles, adaptés au niveau d'études des enfants.
Dans certains parcs, des kiosques pédagogiques ponctuent le parcours de visite avec des explications scientifiques.
Les zoos ont aussi un rôle pédagogique dans la sensibilisation à la protection de la nature, en faisant connaître des espèces ou des milieux naturels menacés (comme Madagascar ou la forêt atlantique au Brésil), que la population a rarement l'occasion de prendre en intérêt dans d'autres circonstances. Quelquefois, ces actions sont menées de manière collective, comme les journées des amphibiens organisées en 2008 sous l'égide de la WAZA à travers le monde.

### Recherche
Les jardins zoologiques ont aussi une fonction importante de recherche sur les animaux sauvages, leur comportement social, leurs maladies, leur reproduction, etc.
Des disciplines, comme la zoologie, l'écologie, l'éthologie, la physiologie, la parasitologie et la médecine vétérinaire, font partie de cette fonction de recherche en biologie appliquée aux parcs zoologiques.
Les jardins zoologiques se consacrent à la recherche sur les animaux, vivant en captivité ou en liberté, pour acquérir des connaissances précises qui sont indispensables pour améliorer l'élevage en captivité et pour protéger la nature et la faune sauvage.
Les résultats des recherches en psychologie animale, sur le comportement des animaux, en partie pratiquées dans l'enceinte des zoos, trouvent une application dans tous les domaines abordés au zoo.
Tout ce qui aide à la reproduction des animaux sauvages, à leur santé et aussi à notre connaissance de leur mode de vie, contribue à leur préservation. Des programmes de recherche portent, par exemple, sur les techniques de reproduction assistée (les tests de grossesse, l'insémination artificielle, la fécondation in vitro, le transfert d'embryons), la nutrition, le traitement des maladies, et le suivi, notamment par radiopistage, des animaux dans la nature.
L'originalité du Domaine de La Haute-Touche repose sur son laboratoire de recherche, seul en France à être intégré à un parc zoologique.

### Conservation ex situ
La reproduction en captivité est une des actions principales des parcs zoologiques, or la reproduction en milieu naturel dépend de nombreux facteurs environnementaux, sociaux et physiologiques qui ne sont pas forcément reproductibles en captivité. Face à cela, de nombreuses études sont entreprises et certains parcs se spécialisent dans la reproduction d'un groupe précis d'espèces.
L'un des moyens d'éviter l'extinction de certaines espèces est de les élever en captivité. De nombreuses espèces ont déjà réussi à se reproduire en captivité et plus tard, quelques-unes après une période d'adaptation, ont pu être réintroduites dans la nature. L'élevage conservatoire de ces espèces est destiné à repeupler les biotopes affectés ou à renforcer les populations menacées.
Pour assurer leurs missions de centres de conservation de la nature au XXIe siècle, le monde des parcs zoologiques s'est structuré. Ceci passe par la création et la fédération d'associations nationales (SNDPZ, AFdPZ, CEPA en France, CAZA au Canada) et internationales (EAZA pour l'Europe, AZA pour l'Amérique du Nord, WAZA au niveau mondial) et la mise en place de Plans d'élevage européens (EEP) en 1985 et nord-américains (SSP) en 1981. Ces organisations tendent à regrouper les parcs dans leur volonté de conservation.
C'est dans ce cadre que l'Union européenne a formalisé dans une directive en 1999 applicable dès 2012, le "rôle des zoos dans la préservation de la biodiversité", et rédigé en 2015 un guide de bonnes pratiques.
Au-delà des frontières, il existe une grande coopération entre les zoos qui s'échangent ou se donnent les animaux sans leur appliquer de valeur monétaire. Ceci a pour but d'optimiser la reproduction et d'éviter toute consanguinité. Ainsi de nombreux échanges d'animaux entre les zoos (notamment au niveau européen) sont organisés de manière à faire se reproduire des individus importants du point de vue génétique pour ne pas perdre les gènes « naturels » et ainsi maintenir une lignée la plus pure possible pour une espèce donnée.

### Conservation in situ
Certains zoos créent leur propre association ou participent activement à des projets de protection du milieu naturel.
Les parcs zoologiques contribuent aussi aux renforcements de population et aux réintroductions, non seulement en fournissant des animaux à relâcher, mais surtout en soutenant les projets de renforcements de population grâce à un appui financier et humain, un apport d'expertise, d'équipement et en coordonnant ces projets.

## Conception

### Conception générale

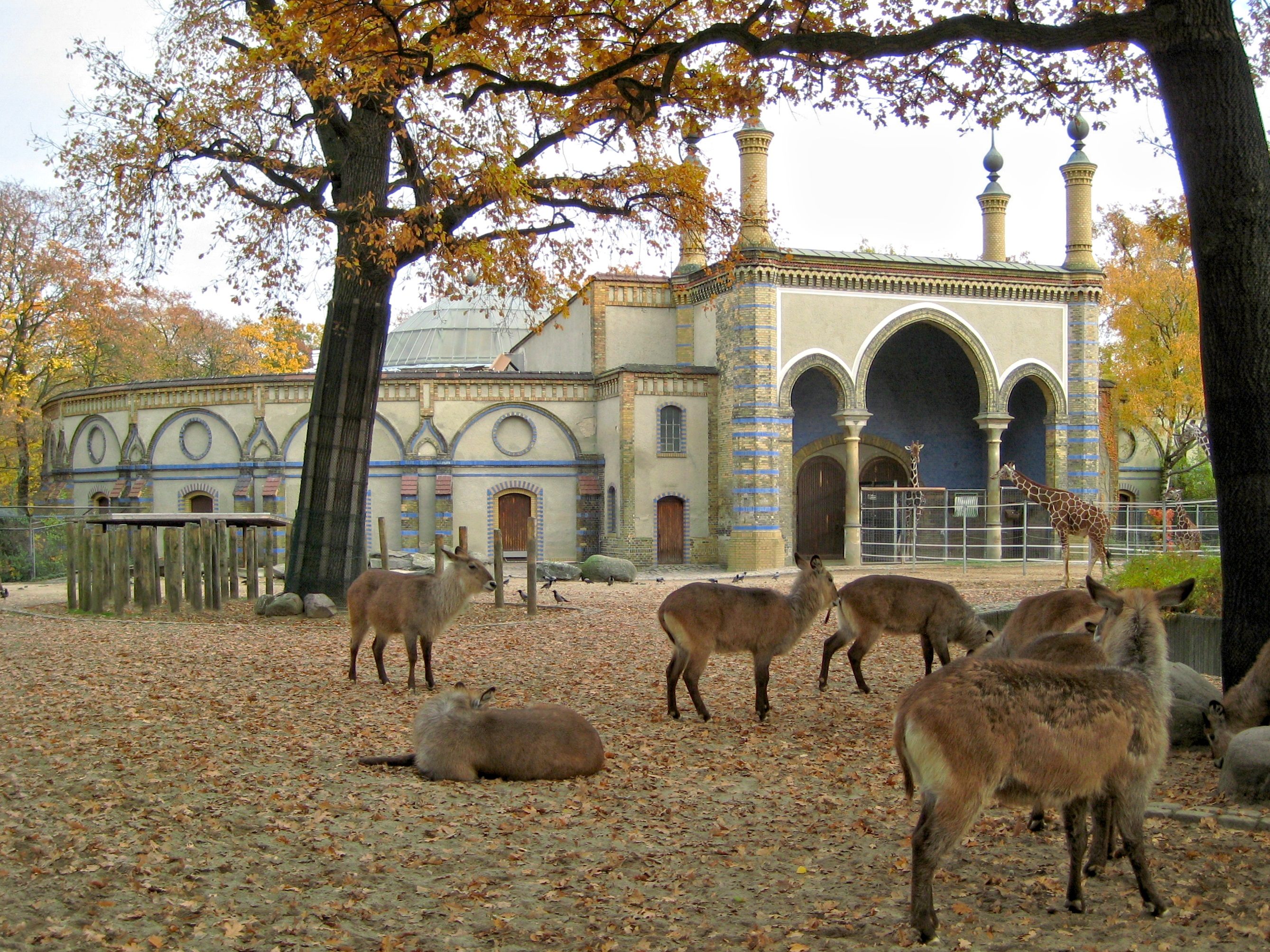
Maison des antilopes au jardin zoologique de Berlin.

L’architecture de zoo a changé à plusieurs reprises en fonction de la compréhension croissante des besoins des animaux. Les constructions dans les zoos ont été conçues et aménagées de manière totalement différente en fonction de leur époque.
Dans les zoos du XIXe siècle et du début du XXe siècle, qui étaient basés sur l'architecture des ménageries de cour royale ou impériale, les animaux étaient en partie des objets de décoration pour des constructions de style baroque, romantique ou exotique. Aussi, beaucoup de ces constructions, à l'architecture intéressante dans l’histoire des parcs zoologiques, sont devenues un problème important pour les zoos d’aujourd'hui, surtout si elles sont placées sous la protection des monuments historiques, et que très peu d'entre elles peuvent être modifiées pour satisfaire à la protection et au respect de la vie des animaux. Le conflit entre la conservation des monuments et la conservation des animaux limite les possibilités d'utilisation des bâtiments anciens de manière significative. Un exemple en est le jardin zoologique de Schönbrunn, qui se trouve dans les étroites limites géographiques du patrimoine historique classé par l'UNESCO, et dont la conception moderne d’un zoo a dû adapter les bâtiments baroques pour le bien-être des animaux, sans modifier leur architecture extérieure.
L’architecture de zoo, au XIXe siècle, s’est développée à partir de l’architecture du paysage et de jardins, depuis les premiers zoos qui à côté de leur orientation scientifique ont été également des parcs de promenade pour la bourgeoisie métropolitaine. L'architecte de jardins, Peter Joseph Lenné, par exemple, a conçu le jardin zoologique de Berlin, fondé en 1844 dans le style d'un parc paysager à l'anglaise. De même, le zoo de Dresde, ouvert en 1861 et quatrième zoo fondé en Allemagne, est basé sur un projet de Lenné, mais il a été en grande partie détruit, pendant la Seconde Guerre mondiale.
Comme constructions d'enclos, ont largement dominé jusqu’au XXe siècle, des cages, avec des barreaux ou du grillage, de taille relativement petite, ne permettant qu'une liberté de mouvement très limitée pour les animaux, mais elles ont été incorporées, en partie, dans des bâtiments d'intérêt architectural. Les styles dominants dans l'architecture du XIXe siècle, ont été le romantisme (avec par exemple, des châteaux pour ours, des chalets suisses pour animaux paisibles) et l'exotisme (avec par exemple, des temples égyptiens, des mosquées orientales, des pagodes asiatiques). Spécialement dans le jardin zoologique de Berlin, existent encore quelques-uns de ces ouvrages qui ont été préservés ou reconstruits, comme la  maison des antilopes, de style oriental, construite en 1871.
Depuis le début du XXe siècle, les cages extérieures, dans la plupart des zoos, ont été progressivement remplacées par des enclos libres et naturalistes dans lesquels les animaux ne sont séparés des visiteurs que par des fossés. Ceux-ci sont basés sur une invention de Carl Hagenbeck, le concept d’enclos de liberté (all. Freianlage) qui fut mis en œuvre de manière conséquente dans son premier parc animalier, fondé en 1907 à Stellingen dans la banlieue de Hambourg. Son concept, d'abord regardé avec scepticisme, a rapidement fait des émules dans les zoos du monde entier.
Pendant les années 1930, quelques tentatives ont été faites pour introduire le design abstrait de l'architecture moderne dans la conception de zoo.
L’installation des manchots du zoo de Londres, conçue en 1933-1934 par Berthold Lubetkin et le Groupe Tecton, fut une icône du mouvement moderne avec ses deux rampes en béton enroulées et imbriquées au-dessus du bassin de forme ovale.
Au milieu du XXe siècle, surtout dans les années 1950 à 1970, le fonctionnalisme régnait comme jamais dans l’architecture moderne. Les zoos ont réalisé, pendant cette phase, des enclos stériles avec du béton, des carrelages en céramique et des éléments en acier inoxydable.
Ces constructions visaient à intégrer les aspects d'hygiène et, par-dessus tout, l’innovation architecturale comme le nouveau brutalisme dans la conception de zoo moderne.
Le pavillon des éléphants et des rhinocéros du zoo de Londres, conçu par Hugh Casson et construit en 1962-1965, en est un exemple.
Également dans le parc animalier de Berlin, la maison Alfred Brehm, ouverte en 1963, est placée sous la protection des monuments historiques et contient la fauverie considérée comme la plus grande du monde, il y avait peu de possibilités de développement des installations appartenant à l'extérieur de la maison : les anciennes séries de cages situées dans les ailes de l'établissement pouvaient certes  être agrandies, mais leur nombre et leur sens exact d'orientation a dû rester pour que le caractère architectural de la maison puisse être préservé.

### Types de conception

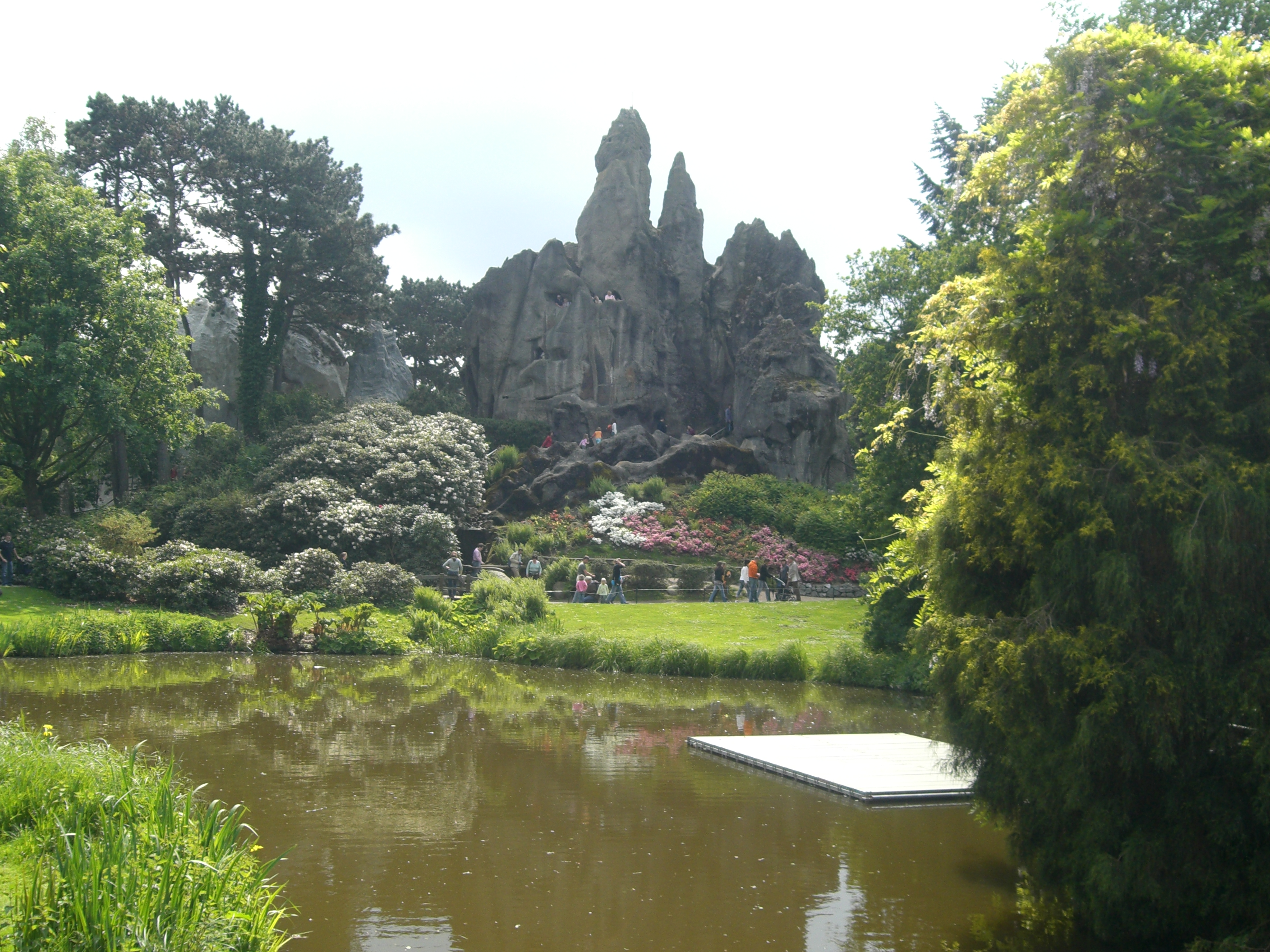
Panorama africain au parc animalier Carl Hagenbeck de Hambourg.

La conception de « zoo sans barreaux » fut construite selon le modèle architectural proposé par Carl Hagenbeck au début du XXe siècle, un modèle révolutionnaire pour l'époque, qui visait à présenter les animaux, sur des plateaux extérieurs avec des fossés et des enrochements, sans que le public en soit séparé par des barreaux. Les animaux étaient présentés, non dans des cages grillagées comme cela se faisait traditionnellement, mais dans des enclos et des bassins paysagés reproduisant, ou tentant de reproduire, des décors naturels sous forme de panoramas zoologiques (africain, arctique, indien, etc.) où prédateurs et proies semblent cohabiter. Les loges intérieures de nombreux animaux, cachées dans les rochers artificiels servant de décors, pouvaient aussi être visitées par le public.
Un type particulier de conception de zoo est dénommé « géo-zoo » où les animaux ne sont pas répartis en fonction de leur place dans la classification systématique, mais placés d'un point de vue géographique et maintenus dans des enclos collectifs où les espèces sont mélangées pour constituer des communautés animales comme dans la nature.
C’est le cas des espèces de la savane africaine telles que les girafes, les zèbres, les antilopes et les autruches (dans le cadre d'une plaine africaine), des espèces des plaines du sous-continent indien telles que les antilopes cervicapres, les nilgauts, les cerfs axis et les paons, des espèces provenant des plaines australiennes telles que les kangourous, les wallabies et les émeus, et des espèces originaires des pampas sud-américaines telles que les guanacos, les maras et les nandous.
Depuis le milieu des années 1990, est apparue, en Europe, une nouvelle expérience de conception, influencée par les États-Unis, dans l'architecture des jardins zoologiques,. De nombreux zoos gardent les animaux sauvages dans des enclos qui tentent de recréer leurs habitats naturels, pour le bénéfice à la fois des animaux résidents et des visiteurs. Beaucoup de spécialistes ont conçu des enclos dits d'« immersion dans le paysage » dans lesquels les visiteurs entrent réellement ou apparemment dans les habitats naturels des animaux. L'animal n'est donc pas un pur objet d'exposition, mais habite (et défend) son territoire. Selon les aménagements dans l'habitat, l'animal a - parfois au regret des visiteurs - aussi la possibilité de se soustraire à l'observateur. Quelques zoos ont des installations visitables à pied où les visiteurs peuvent pénétrer dans les enclos, les volières ou les serres, lorsqu'il s'agit d'espèces non dangereuses comme des lémuriens, des marmousets, des wallabies, des oiseaux, des lézards, des tortues, etc. Il est demandé aux visiteurs de rester dans les chemins qui leur sont réservés, et il leur est aussi interdit de montrer ou de manger de la nourriture dont les animaux pourraient s'emparer. Ces animaux au demeurant sauvages ne sont pas apprivoisés.
Les « zoos pour enfants » sont une autre particularité qui se trouve également dans de nombreux grands zoos, notamment américains, comme offre supplémentaire pour les jeunes enfants auprès desquels ces sections sont populaires.
Les « zoos pour enfants » comportent des enclos de contact appelés « enclos à caresses », dans lesquels les animaux sont le plus souvent familiers pour être approchés, ou assez dociles pour être caressés, et peuvent également être nourris.
Pour assurer la bonne santé des animaux, la nourriture est fournie par le zoo et vendue aux visiteurs par l'intermédiaire d'un distributeur automatique ou d'un kiosque situé à proximité.
Les établissements (ou espaces) zoologiques spécialisés, qui comprennent un certain nombre d'habitats spécifiques, sont nombreux :
- les aquariums, les delphinariums, les oceanariums,
- les parcs à thème animalier (ou marin),
- les reptilariums ou vivariums pour reptiles, les insectariums, les papillonneraies ou serres à papillons,
- les parcs ornithologiques,
- les parcs safaris (pour la faune sauvage exotique) et les parcs de vision (pour la faune sauvage locale).

S'ajoutent à ceux-ci, les parcs animaliers, qui se sont consacrés à la présentation et à l'élevage de certains groupes particuliers d'espèces animales, tels que la forêt des singes à Apeldoorn ou à Rocamadour (Lot), le parc des perroquets à Tenerife, la Ferme aux Crocodiles à Pierrelatte (Drôme) et qui sont dédiés à l'exposition d'un écosystème comme le zoo alpin à Innsbruck.

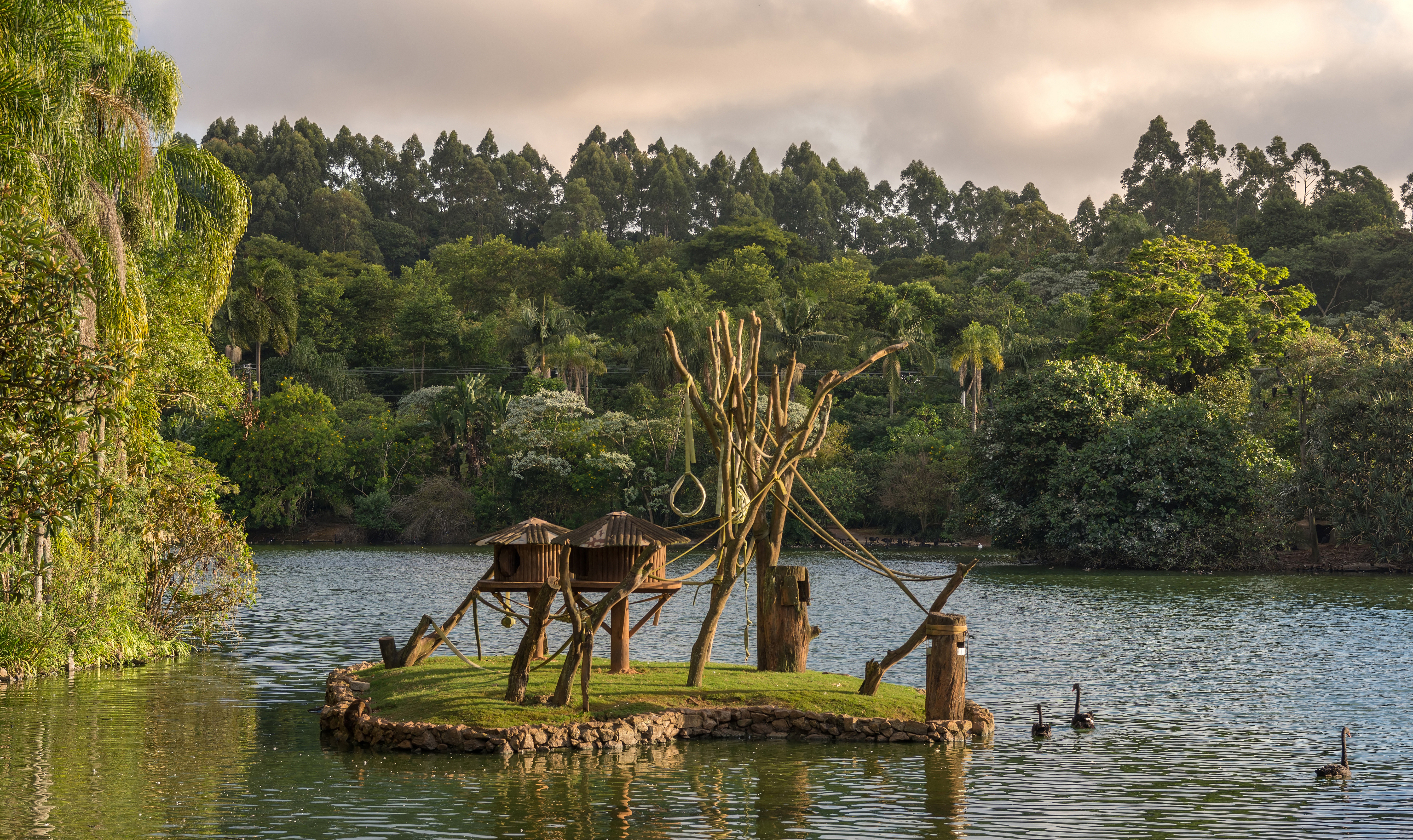
Installations pour singes au zoo de São Paulo , au Brésil.
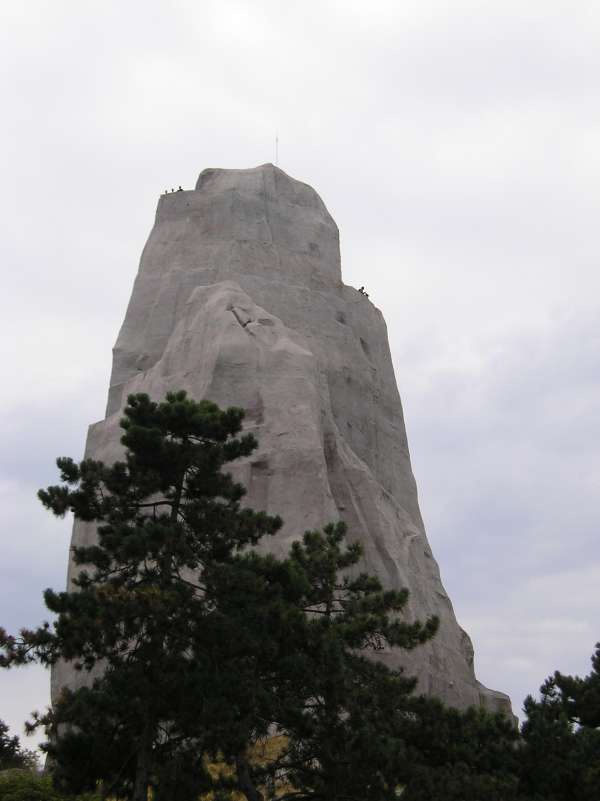
Le grand rocher au parc zoologique de Paris (zoo de Vincennes).
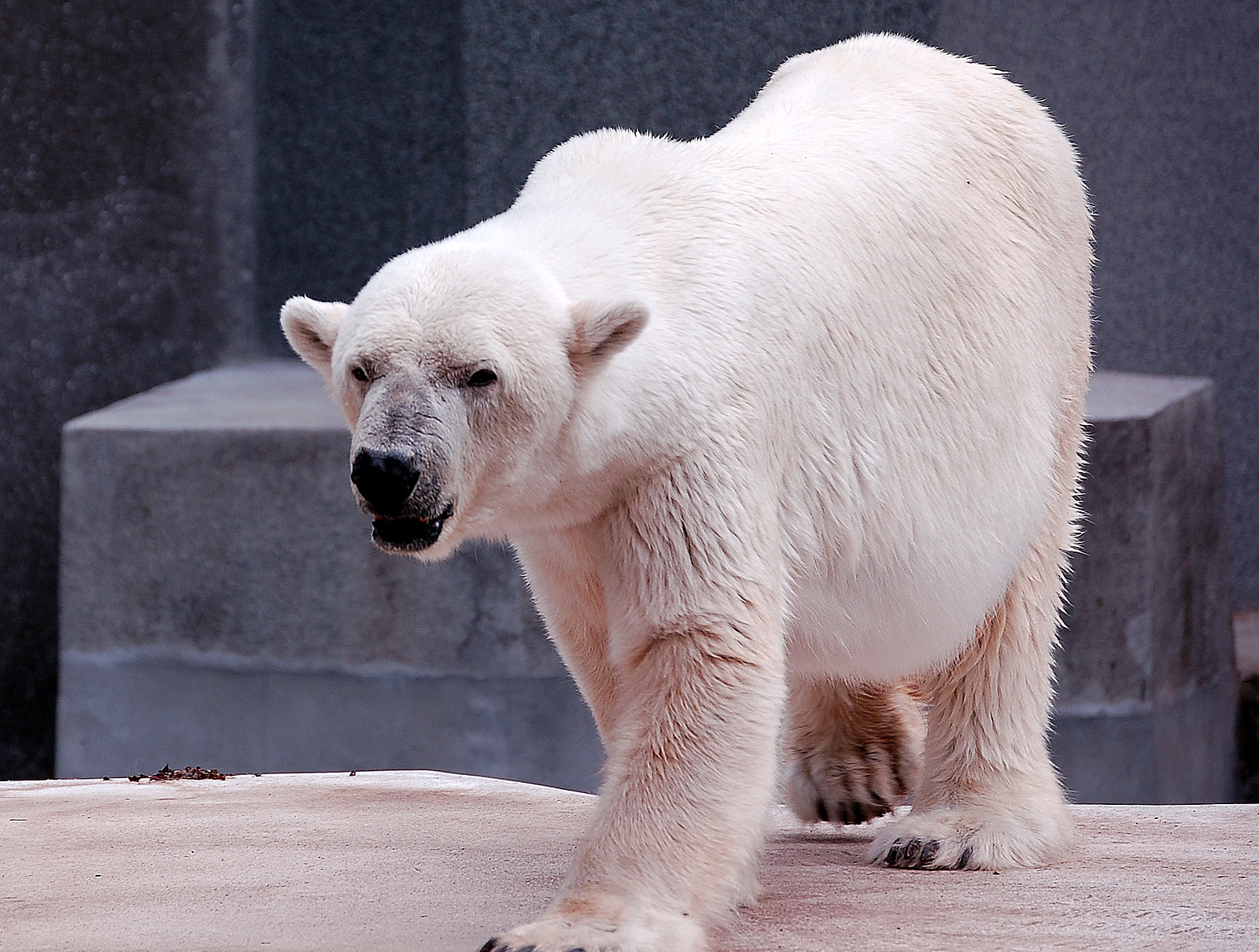
Ours blanc au zoo de Varsovie.
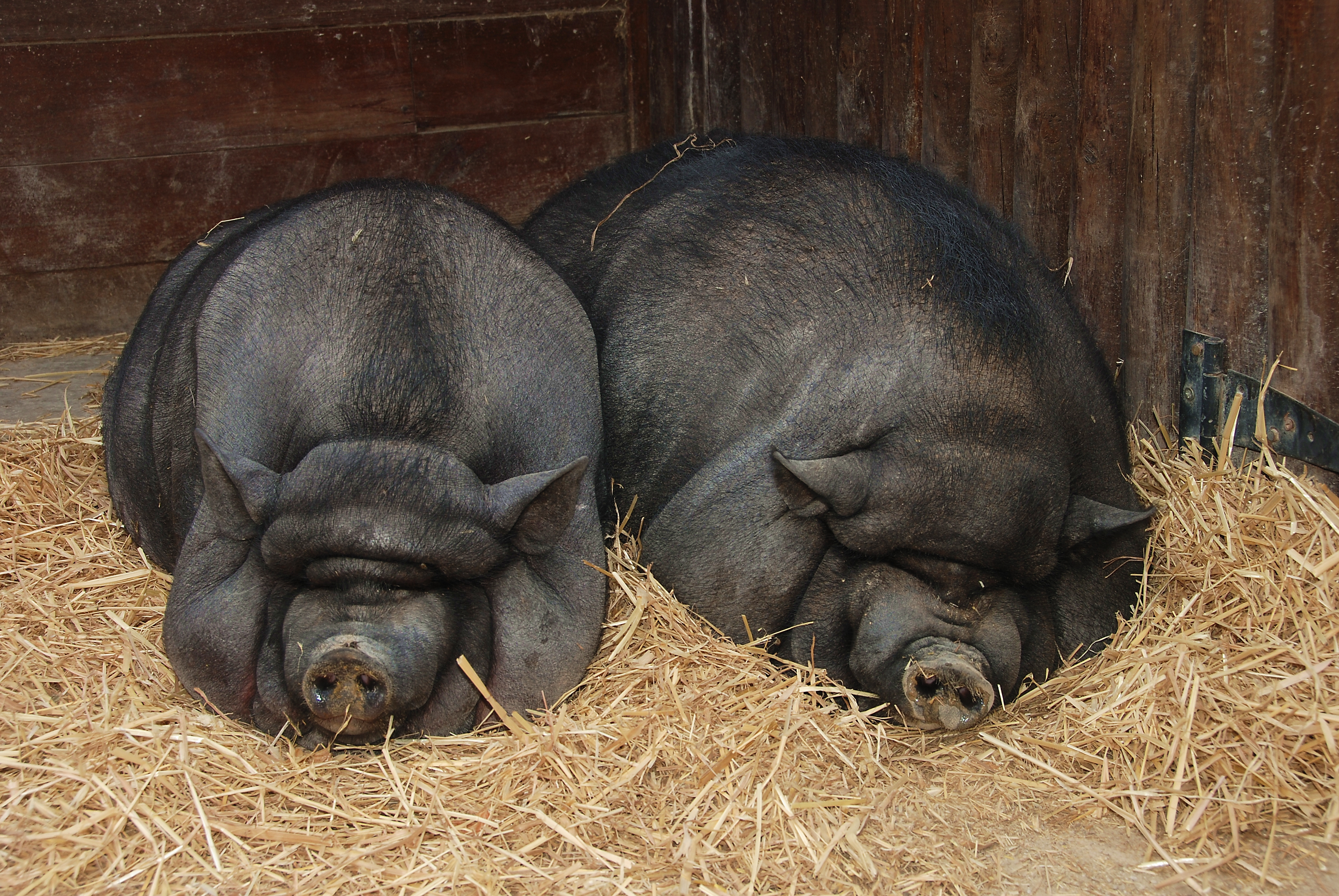
Cochons vietnamiens au zoo de Lisbonne.

## Bien-être animal

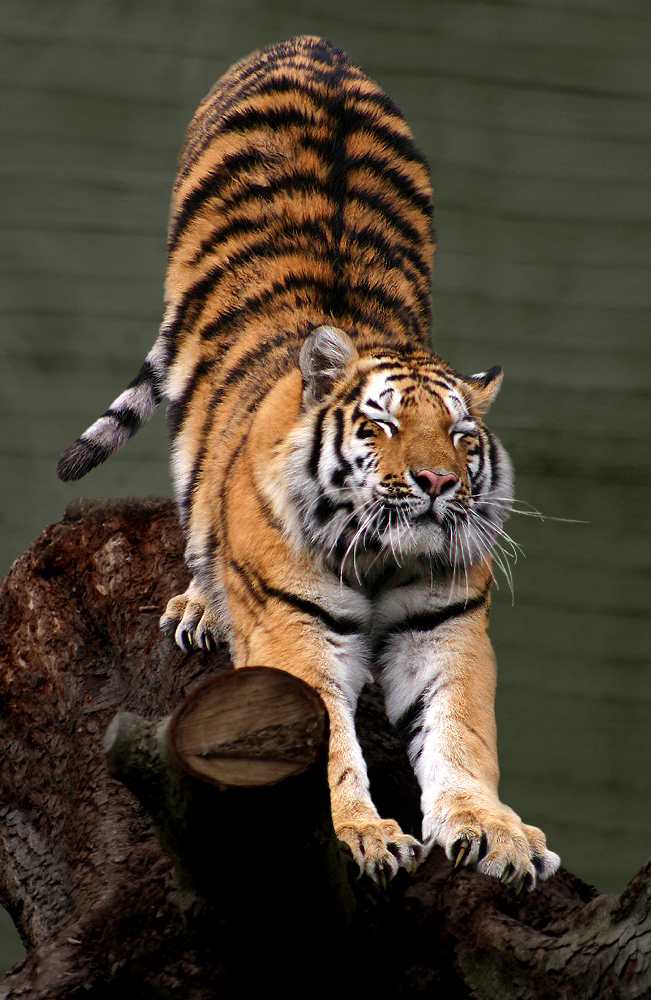
Tigre de Sibérie au zoo d'Aalborg (Danemark).

Le monde des zoos fait face à de multiples problèmes du point de vue du bien-être des animaux sauvages en captivité. Parmi ceux-ci, on compte « l'ennui », cause de stress. Le concept d'enrichissement du milieu a été développé pour répondre à cette problématique. Il s'agit d'améliorer l'environnement physique, social et psychologique des animaux. Dans cette optique, une politique actuelle tend à réaliser des enclos les plus proches possibles du milieu naturel (tâche parfois délicate : problème d'espace, d'écologie, d'environnement social...). Si cette incitation disparaît, les animaux sauvages peuvent entrer en dépression ou agir de façon anormale en captivité. Face à cet ennui et aux comportements dits stéréotypés (répétition d'un comportement précis : tourner en rond, suite de gestes...), des études d'enrichissements du milieu sont mises en place avec plus ou moins de réussite. Il est en effet difficile d'estimer le stress via les comportements stéréotypés du fait, entre autres, du manque de données sur les comportements naturels de certaines espèces.
Mais, dans l'ensemble, le développement de l'éthologie (étude du comportement animal) a permis de maîtriser la reproduction de nombreuses espèces en zoo, y compris d'espèces naguère considérées comme difficiles à élever voire à maintenir en captivité.
Dans une optique comportementaliste, certains parcs zoologiques pratiquent la sociabilisation des jeunes animaux nés en captivité avec pour objectif le bien-être de ces animaux à l'âge adulte vis-à-vis de la présence d'êtres humains. Tel est le cas, en Norvège, du zoo polaire implanté à Bardu pour l'élevage des louveteaux et des oursons.
Cette volonté d'améliorer le bien-être des animaux sauvages en captivité n'est toutefois pas facile à mettre en place du fait du manque de financement pour permettre aux parcs publics une restructuration efficace (comme pour le zoo de Vincennes dont la vétusté des installations a conduit à sa fermeture en 2008) ou de la réticence de parcs privés qui ne veulent pas changer leur manière de faire. En effet, un zoo privé qui fait une recette importante ne veut pas forcément changer ses enclos (les faire plus spacieux et mieux structurés avec des niches pour que les animaux puissent se cacher du public), ce qui pourrait déplaire aux visiteurs.
Néanmoins, certains zoos se restructurent peu à peu et offrent aux animaux des enclos convenables, c'est-à-dire le plus proche possible du milieu naturel de l'espèce donnée. La majorité des zoos européens fait d'ailleurs des efforts en ce sens (à hauteur de leurs moyens financiers), malgré la persistance d'établissements rétrogrades.[réf. nécessaire]

## Sécurité des visiteurs
Les parcs zoologiques prennent diverses dispositions pour assurer la sécurité des visiteurs.
Les clôtures des enclos et des cages, formées de grilles, grillages, fossés avec ou sans eau ou de plaques de verre, sont destinées à éviter toute évasion des animaux présentés.
De plus, notamment pour les animaux reconnus dangereux, un espace de sécurité est délimité entre la zone où le public a accès et la clôture extérieure des enclos. La zone est limitée par une barrière de sécurité servant de garde-corps et de main courante aux visiteurs.
Avant l’ouverture au public, il est habituel qu'une équipe de surveillants effectue une tournée de l'ensemble des enclos pour vérifier l’état des clôtures. Ces inspections régulières sont importantes car elles garantissent la sécurité des visiteurs.
Pendant la période d’ouverture, les gardiens de zoo veillent aussi à ce que les visiteurs respectent les consignes de sécurité.
Malgré la vigilance apportée par les parcs zoologiques, il arrive qu'occasionnellement des animaux parviennent à s'échapper de leurs enclos et causent des accidents dont les visiteurs peuvent être victimes.